# Уроки зваблення
«Уроки зваблення» — кінофільм режисера Джордана Хоулі, що вийшов на екрани в 2004 році.

## Зміст
В Елісон та Оуена, близьких друзів і колишніх коханих, життя крутиться навколо дотепних і цікавих способів, що дозволяють їм більше не зав'язувати серйозні стосунки з численними пасіями. Можливо, майстерність у цій справі була дуже близькою, але щирі почуття все одно знайдуть спосіб відвоювати собі місце під сонцем у їхніх життях.

## Ролі
| Актор              | Роль           |
| ------------------ | -------------- |
| Пол Шнайдер        | Оуен           |
| Дженніфер Вестфелд | Вел            |
| Поппі Монтгомері   | Елісон         |
| Торі Спеллінг      | Стефані        |
| Фред Віллард       | Бакі           |
| Доріан Міссік      | Роб            |
| Ілля Баскін        | доктор Степняк |
| Сем Андерсон       | Джордж         |
| Маріон Керр        | -              |

## Знімальна група
- Режисер — Джордан Хоулі
- Сценарист — Джордан Хоулі
- Продюсер — Дж. Тодд Харріс, Джордан Хоулі, Чарльз Артур Берг
- Композитор — Джефф Барнс, Стефен Траск